# Clássico dos Clássicos

Clássico dos Clássicos,  já referido como "Clássico do Nordeste" em meados da segunda metade do século XX, é o jogo entre o Clube Náutico Capibaribe e o Sport Club do Recife. Terceiro clássico mais antigo do Brasil, atrás somente do Clássico Vovô, do Rio de Janeiro, e do Grenal, de Porto Alegre, é o mais antigo do Nordeste e é também um dos clássicos mais importantes, mais equilibrados e com o maior número de confrontos em Pernambuco já tendo inspirado até livro.
O Clássico dos Clássicos era conhecido, entre as décadas de 1950 a 1970, como "Clássico do Nordeste" (à época, o clássico BA-VI ainda não havia se consolidado como o maior clássico baiano).

## Introdução
A história dos dois clubes está ligada desde as suas origens, uma vez que o Sport foi fundado por Guilherme de Aquino após dirigentes do Náutico recusarem sua oferta de introduzir uma equipe de futebol no clube. Realizado pela primeira vez em 1909, com vitória do Náutico, o confronto era conhecido inicialmente como "Fla-Flu pernambucano", e recebeu o nome atual num anúncio do Jornal Pequeno de 18 de agosto de 1945. A maior goleada do Sport ocorreu em 1916, com uma vitória por 8 a 0, enquanto o Náutico venceu por 8 a 1 em 1935.
Náutico e Sport disputaram diversas partidas históricas, como na Copa do Nordeste de 2001 o Náutico fazia uma campanha invicta e era favorito ao título, nas semifinais o adversário era o rival Sport que derrotou o Náutico de 1 a 0 sendo eliminado com a primeira derrota na Copa do Nordeste, e no Campeonato Pernambucano do mesmo ano o Náutico tinha que interromper a sequência de seis títulos consecutivos do rival Sport para continuar sendo o único hexa do campeonato, O Náutico sagrou-se campeão pernambucano no ano do centenário alvirrubro.

## Origem e primeiro jogo
Em 1905, o estudante pernambucano Guilherme de Aquino, em viagem à Inglaterra, se encantou com o futebol e, na volta ao Recife, trouxe equipamento necessário para a formação de duas equipes. Procurando um clube para iniciar a prática da modalidade, solicitou inicialmente ao Clube Náutico Capibaribe, fundado quatro anos antes e voltado à prática de remo, um espaço para o esporte. Com a não-aceitação do Náutico, Guilherme de Aquino decidiu fundar um novo clube, o Sport Club do Recife.
Quatro anos depois, com a popularização do futebol no Recife, o Náutico decidiu aderir à modalidade e fez um desafio à equipe do Sport. Em 24 de julho de 1909, o Jornal Pequeno anunciou:
| “ | É amanhã, às 4 horas da tarde e no magnífico campo do Britsh Club, que se realisará o match ansiosamente esperado, entre o Sport Club do Recife e o Club Nautico Capibaribe, em consequencia do desafio que ha dias este fez áquele. É a primeira vez que sob as respectivas bandeiras dos dois importantes e sympatizados clubs athleticos desta capital, se effectuará aqui um match de futebol e, por conseguinte é fácil avaliar o grande interesse que o mesmo tem despertado em o nosso meio sportivo, onde se discute o resultado do encontro com enthysiasmo ainda não observado em Pernambuco! | ” |
|   | — Jornal Pequeno, 24 de julho de 1909 (grafia original). |   |

O local da partida, onde na época funcionava o Britsh Club, hoje abriga o Museu do Estado de Pernambuco. Thomas Wright foi o árbitro do jogo, auxiliado por um representante do Náutico (A. Chalmers) e outro do Sport (o próprio Guilherme de Aquino). O Náutico jogou com uniforme todo branco e com o escudo bordado. O Sport atuou com camisas listradas verticalmente em vermelho e preto e calções brancos. Rolland Maunsell, do Náutico, marcou os dois primeiros gols do confronto, ambos no primeiro tempo. D. Thomas fez o terceiro e C. Chalmers marcou o gol do Sport, fechando o placar em 3 a 1 a favor do Náutico.

## Maiores goleadas
Em 1916, durante o Campeonato Pernambucano de Futebol, ocorreu a maior goleada do Sport no confronto: 8 a 0. O jogo, disputado na Ponte d'Uchoa, era válido pelo segundo turno da Série B (equivalente a Grupo B na denominação usual dos dias atuais). Motta marcou quatro gols, Vasconcelos fez três e Smith completou o placar. Semanas depois o Sport conquistaria seu primeiro título estadual.
Dezoito anos mais tarde, em dezembro de 1934, o Náutico vencia o Sport por 3 a 1 em partida do Campeonato Pernambucano daquele ano quando a equipe alvirrubra começou a pressionar o árbitro. A partida foi interrompida e a demora fez com que o jogo entrasse pela noite. Devido à falta de refletores no estádio, o jogo foi suspenso e seria retomado no dia seguinte, mas o Sport não aceitou e propôs o reinício do confronto.
O novo jogo, marcado para 31 de março de 1935, foi realizado no campo da Avenida Malaquias. O Náutico venceu, repetindo o placar de 1916. Fernando Carvalheira (3), Artur Carvalheira (2), Estácio (2), Zezé Carvalheira e Marcílio de Aguiar para o Sport fizeram os gols.
Artilheiros
O maior artilheiro do Clássico dos Clássicos é Bita, também do Náutico, fez vinte e três gols durante os anos 1960

## Outros jogos históricos
Partida com mais gols
Em 14 de junho de 1947 ocorreu o Clássico dos Clássicos com mais gols: dez. Válido pelo turno eliminatório do Campeonato Pernambucano, a equipe do Náutico, mais velha que a do Sport, venceu o jogo realizado no Estádio da Ilha do Retiro  por 7 a 3.
Maior goleada em uma final de Campeonato Pernambucano
No Campeonato Estadual de 1966, o Náutico aplicou no rival Sport a maior goleada da história das finais do Campeonato Pernambucano: 5 a 1. Foi o quarto título consecutivo do Timbu, numa sequência que acabaria no histórico Hexacampeonato.
Campeonato Pernambucano
Náutico e Sport se enfrentaram em 411 jogos no campeonato pernambucano sendo que a vantagem dos confrontos e do rubro - negro por ter vencido 157 jogos e o alvirrubro apenas 135 jogos vencidos além de 110 empates entre os dos times e das 19 finais de campeonato que disputaram os rubro - negros foram 12 vezes campeão em cima rival Náutico enquanto os alvirrubros só foram 7 vezes campeões em cima rival Sport.
Hexacampeonato do Náutico
Em 1968 o Náutico conquistaria seu sexto título estadual consecutivo, se tornando assim o primeiro (e único até hoje) hexacampeão pernambucano. A conquista veio após um confronto contra o Sport, realizado em 21 de julho no Estádio dos Aflitos. Após um empate sem gols no tempo regulamentar, o título foi decidido na prorrogação. Aos cinco minutos do segundo tempo extra, Ramos marcou o gol que deu o título alvirrubro. Todos os títulos do hexacampeonato tiveram o arquirrival Sport como vice-campeão.
Um Clássico dos Clássicos na Bahia
Em 15 de agosto de 1976, o Clássico dos Clássicos inaugurou o estádio Ruberleno Oliveira, em Paulo Afonso, na Bahia a 443 km do Recife. O palco às margens do Rio São Francisco foi custeado pela Chesf, que tem usinas hidrelétricas na cidade.  O jogo só não foi um Ba-Vi porque os rivais decidiram o título baiano no mesmo dia. Mesmo assim, a lotação foi esgotada, com 4 mil torcedores. O Leão venceu o amistoso com gols de Pedrinho e Cláudio Mineiro, que abriu o placar aos 8 minutos, e, assim, ganhou uma placa comemorativa no estádio.  O jogo contou com a presença do presidente da FPF, Rubem Moreira.
Maior público
Durante o Campeonato Pernambucano de 1998 foi registrado o maior público presente a um Clássico dos Clássicos: 80500 pessoas assistiram ao jogo no Estádio do Arruda. A campanha Todos com a Nota, do governo estadual, que incentiva a troca de notas fiscais por ingressos, ajudou a quebrar o recorde anterior, de 1983, em mais de quatro mil pessoas. Centenas de torcedores, principalmente do Sport, ficaram de fora devido à lotação dos setores da arquibancada destinados a eles. Dentro de campo, o Sport tirou a invencibilidade do Náutico no campeonato daquele ano ao vencer o clássico por 2 a 0.
Maior público na Ilha do Retiro
Em 15 de dezembro de 1991, o maior público do Clássico dos Clássicos na Ilha do Retiro: 45.697 pessoas assistiram a vitória do Sport por 3 a 0 na final do Campeonato Pernambucano deste ano.
Maior público no Estádio dos Aflitos
Em 21 de julho de 1968, 31.065 pessoas assistiram a vitória do Náutico por 1 a 0, sendo este o recorde de público do estádio do Náutico.
Copa do Nordeste de 2001
Na Copa do Nordeste de 2001, o Náutico fazia uma campanha invicta e era favorito ao título. O adversário nas semifinais era o Sport, quarto colocado, que havia perdido o clássico da primeira fase jogando no Estádio da Ilha do Retiro. Em 21 de abril, nos Aflitos, o Sport derrotou o time da casa por 1 a 0, com gol de Valdo aos 27 minutos do segundo tempo. O Náutico foi eliminado do torneio após sua primeira derrota. O Sport seria vice-campeão, perdendo a final para o Bahia.
Campeonato Pernambucano de 2001
No Campeonato Pernambucano de 2001, o Náutico estava há 12 anos sem conquistar o título. No ano de seu centenário, sua torcida esperava que fosse campeão e ainda impedisse que o rival Sport conquistasse o hexa campeonato. No entanto, foi o rival Santa Cruz o responsável por impedir que o Sport conquistasse o hexa campeonato, não deixando vencer o 2ª turno do Campeonato. Se o Sport vencesse o 2ª turno ainda teria chance de conquistar o hexacampeonato porque haveria a final em dois jogos, ida e volta, sendo o 2ª turno disputado por Santa Cruz, Náutico e Sport e o 1ª turno disputado por Santa Cruz e Náutico e vencido pelo Náutico vencedor do 1ª turno após vencer de 1 a 0 o rival Santa Cruz nos Aflitos e no 2ª turno se o Náutico vencesse seria o campeão mas ser o Santa Cruz ou Sport vencesse haveria a final em dois jogos ida e volta e na disputa pelo 2ª turno, o Santa Cruz joga no Arruda com o rival Sport precisando da vitória para ainda ter chance de vencer o 2ª turno e no jogo o Santa Cruz vencer de 2 a 0 o rival Sport deixando fora da disputa pelo 2ª turno que foi disputado por Náutico e Santa Cruz e vencido pelo Santa Cruz vencedor do 2ª turno após vencer de 1 a 0 o rival Náutico nos Aflitos e a final entre Náutico e Santa Cruz e no jogo ida vitória do Náutico de 2 a 1 e no jogo volta novamente vitória do Náutico de 2 a 0 sendo o Náutico o campeão pernambucano de 2001 ano do seu centenário.
100 anos de Clássico dos Clássicos
Na tarde de 26 de julho de 2009 foi realizado na Ilha do Retiro o jogo comemorativo de cem anos do Clássico dos Clássicos. Válido pela 14ª rodada do Campeonato Brasileiro, a partida teve o placar aberto por Carlinhos Bala a favor do Náutico, aos 25 minutos do primeiro tempo. Após dois empates do Sport, a equipe virou o placar com o gol de Guto. O Náutico voltou a empatar, novamente com Carlinhos Bala, e fechou o placar em 3 a 3. As comemorações pelo centenário não refletiam o desempenho das equipes no torneio: após este jogo, ambas permaneciam na zona de rebaixamento, e de fato seriam rebaixadas ao final do campeonato.
Decisão do Campeonato Pernambucano de 2010
Náutico e Sport decidiram o título do Campeonato Pernambucano de 2010, dezesseis anos depois da última final entre as duas equipes. O Sport chegou à final após derrotar o Central, enquanto o Náutico venceu o rival Santa Cruz nas semifinais. No primeiro jogo, nos Aflitos, vitória do Náutico por 3 a 2. A segunda partida, na Ilha do Retiro, terminou com vitória do Sport por 1 a 0. Por ter feito mais gols como time visitante, o Sport foi o campeão, conquistando o quinto título seguido.
Campeonato Pernambucano de 2011
No Campeonato Pernambucano de 2011 o Náutico tinha que interrompe a sequencia de seis títulos consecutivos do arquirrival Sport que naquele campeonato lutava para conquista o hexa somando pontos se classificando para semifinais e o adversário e o rival Náutico que tinha impedir que o rival Sport se classificasse para a final do campeonato e no jogo de ida na Ilha do Retiro o Sport venceu o rival Náutico de 3 a 1 e no jogo da volta nos Aflitos o Náutico e eliminado pelo rival Sport mesmo perdendo o jogo de 3 a 2 por que tinha a vantagem por vencer o jogo de ida o rival Náutico não conseguiu reverte e vai a final do campeonato com o rival Santa Cruz e no jogo de ida na Ilha do Retiro o Santa Cruz venceu o rival Sport de 2 a 0 e no jogo da volta no Arruda o Sport venceu o rival Santa Cruz de 1 a 0 mas mesmo com a derrota para o arquirrival Sport o Santa Cruz e campeão porque tinha a vantagem por vencer o jogo de ida o rival Sport não conseguiu reverte impedindo pela segunda vez a conquista do hexa campeonato do arquirrival Sport mantendo a luxo do rival Náutico de se o único hexa do campeonato tendo seis títulos consecutivos.
Primeiro Clássico Internacional
Pela primeira vez, o clássico foi válido por um torneio internacional. Pela Copa Sul-Americana de 2013, na primeira partida, disputada na Ilha do Retiro, o Leão venceu por 2 a 0. Na partida de volta, na Arena Pernambuco, o Timbu igualou o placar (2 a 0), levando a decisão para os pênaltis. O goleiro Magrão defendeu três cobranças e, com isso, o Rubro-negro avançou de fase.
100ª Edição do Estadual
O Sport conquistou a 100ª edição do Campeonato Pernambucano de 2014. Com um gol de Durval, os rubro-negros venceram o Náutico por 1 a 0, na Arena Pernambuco, em São Lourenço da Mata, e levaram para a Ilha do Retiro a 40ª taça do Estadual.
Por ter vencido o jogo de ida, o Leão jogava por um empate para ser campeão. Precisando da vitória para reverter a vantagem do Sport, o Náutico tomou a iniciativa do jogo. Apesar do ímpeto, os alvirrubros não conseguiam passar pelo sistema defensivo leonino.
Copa do Nordeste 2014
Na edição de 2014 foram 2 confrontos entre : Sport x Náutico, no primeiro o TIMBU quebrou um tabu de quase 10 anos sem vencer o Sport dentro da Ilha do Retiro, o gol alvi-rubro foi marcado por Zé Mário. Já no segundo confronto o clima era tenso para o Sport, o leão tinha que vencer para seguir firme na competição, o jogo foi na Arena Pernambuco e o Sport triunfou com um 3 a 0, com gols de : Ananias, Érico Júnior e Neto Baiano.

## Torcidas
A rivalidade entre os dois clubes por vezes ultrapassa os limites do espírito esportivo e gera conflitos entre torcedores, especialmente entre membros das principais torcidas organizadas dos clubes, a Fanáutico e a Torcida Jovem. Em 2008, conflitos após um Clássico dos Clássicos motivaram o Juizado Especial do Torcedor a proibir a entrada de torcidas organizadas em clássicos no estado de Pernambuco. A decisão foi revista posteriormente, mas a segurança continuou sendo uma preocupação das autoridades.
O segundo encontro entre Náutico e Sport no Campeonato Pernambucano de 2009 teve o maior esquema de policiamento já registrado em um evento esportivo no estado. Além de fazer a segurança nos estádios, nos dias de clássico policiais e bombeiros são deslocados para possíveis pontos de conflito entre torcedores, como terminais de ônibus, estações de metrô e avenidas de grande movimentação.

## Estatísticas
Jogos por competições
| Competição                             | J   | VN  | E   | VS  | GN  | GS  |
| -------------------------------------- | --- | --- | --- | --- | --- | --- |
| Campeonato Pernambucano                | 415 | 138 | 111 | 157 | 520 | 561 |
| Campeonato Brasileiro - Série A        | 20  | 7   | 6   | 7   | 19  | 19  |
| Campeonato Brasileiro - Série B        | 12  | 3   | 3   | 6   | 15  | 18  |
| Copa do Nordeste                       | 9   | 3   | 1   | 5   | 9   | 13  |
| Copa João Havelange                    | 1   | 0   | 1   | 0   | 1   | 1   |
| Copa Sul-Americana                     | 2   | 1   | 0   | 1   | 2   | 2   |
| Taça Cidade do Recife                  | 4   | 1   | 0   | 3   | 3   | 4   |
| Campeonato Pernambucano (jogo anulado) | 1   | 1   | 0   | 0   | 2   | 1   |
| Torneio Início                         | 29  | 4   | 20  | 5   | -   | -   |
| Outros torneios                        | 27  | 10  | 5   | 12  | 34  | 40  |
| Amistoso                               | 46  | 17  | 15  | 14  | 73  | 70  |
| Total                                  | 552 | 188 | 156 | 210 | 682 | 729 |

Esta tabela foi organizada a partir de informações colhidas no site JC On Line, com atualizações fornecidas pelo Pernambola. Atualizado em 28 de abril de 2014.

## Resultados
| Vitórias do Náutico | Empate | Vitórias do Sport |

Campeonato Brasileiro
Série A
| #  | Data                    | Estádio        | Casa    | Visitante | Placar    | Gols (casa)                                              | Gols (visitante)                                     |
| -- | ----------------------- | -------------- | ------- | --------- | --------- | -------------------------------------------------------- | ---------------------------------------------------- |
| 01 | 11 de novembro de 1973  | Arruda         | Náutico | Sport     | 0–0 (0–0) |                                                          |                                                      |
| 02 | 16 de abril de 1974     | Arruda         | Sport   | Náutico   | 1–0 (0–0) | Orlando (59')                                            |                                                      |
| 03 | 19 de novembro 1975     | Arruda         | Náutico | Sport     | 1–2 (1–0) | Jorge Mendonça (38')                                     | Luciano (50', 58')                                   |
| 04 | 19 de setembro de 1976  | Ilha do Retiro | Sport   | Náutico   | 1–0 (1–0) | Assis Paraíba (40')                                      |                                                      |
| 05 | 13 de novembro de 1977  | Arruda         | Náutico | Sport     | 0–0 (0–0) |                                                          |                                                      |
| 06 | 11 de dezembro de 1977  | Arruda         | Sport   | Náutico   | 1–0 (0–0) | Edson (56')                                              |                                                      |
| 07 | 16 de abril de 1978     | Arruda         | Náutico | Sport     | 1–0 (1–0) | Luis Carlos (32')                                        |                                                      |
| 08 | 16 de novembro de 1986  | Ilha do Retiro | Sport   | Náutico   | 0–2 (0–1) |                                                          | Reginaldo (35'), Moreno (68')                        |
| 09 | 29 de novembro de 1986  | Arruda         | Náutico | Sport     | 1–0 (1–0) | Cléber (GC 2')                                           |                                                      |
| 10 | 1º de novembro 1987     | Arruda         | Náutico | Sport     | 0–1 (0–0) |                                                          | ???                                                  |
| 11 | 17 de fevereiro de 1991 | Aflitos        | Náutico | Sport     | 2–0 (1–0) | Bizu (26', 90')                                          |                                                      |
| 12 | 26 de janeiro de 1992   | Arruda         | Náutico | Sport     | 0–0 (0–0) |                                                          |                                                      |
| 13 | 28 de junho de 2007     | Ilha do Retiro | Sport   | Náutico   | 4–1 (2–0) | Durval (4'), Carlinhos Bala (11', 50'), Washington (59') | Hamilton (76')                                       |
| 14 | 23 de setembro de 2007  | Aflitos        | Náutico | Sport     | 2–0 (1–0) | Júlio César (37', 78')                                   |                                                      |
| 15 | 13 de julho de 2008     | Aflitos        | Náutico | Sport     | 0–2 (0–1) |                                                          | Carlinhos Bala (11'), Durval (48')                   |
| 16 | 19 de outubro de 2008   | Ilha do Retiro | Sport   | Náutico   | 2–2 (1–1) | Durval (45+3'), Roger Rodrigues da Silva (47')           | Gilmar Silva Santos (18'), Felipe (59')              |
| 17 | 26 de julho de 2009     | Ilha do Retiro | Sport   | Náutico   | 3–3 (1–1) | Fabiano (39'), Durval (53'), Guto (67')                  | Carlinhos Bala (25', 74'), Gilmar Silva Santos (47') |
| 18 | 1º de novembro de 2009  | Aflitos        | Náutico | Sport     | 3–2 (2–1) | Bruno Mineiro (4'), Carlinhos Bala (32'), Irênio (63')   | Vandinho (7'), Wilson (61')                          |
| 19 | 26 de agosto de 2012    | Ilha do Retiro | Sport   | Náutico   | 0–0 (0–0) |                                                          |                                                      |
| 20 | 2 de dezembro de 2012   | Aflitos        | Náutico | Sport     | 1–0 (0–0) | Araújo (64')                                             |                                                      |